# Sofia Yablonska
Sofia Iablonska(-Oudin) (en ucraïnès: Софія Яблонська-Уден i en francès: Sophie Jablonska-Oudin; Taràssivka, Regne de Galítsia, 15 de maig de 1907 - França, 4 de febrer de 1971)) va ser una escriptora de viatges, fotògrafa i arquitecta ucraïnesa-francesa. Va néixer a la Galícia dels Habsburg, però va viure itinerant; la seva família es va traslladar a Rússia durant la Primera Guerra Mundial i va tornar a la Ucraïna occidental el 1921. A finals de la dècada de 1920 va emigrar a París. A París, Iablonska es va fer periodista i va començar a viatjar pel món; més tard va utilitzar aquestes experiències per escriure tres llibres. Es va retirar a Noirmoutier l'any 1950 amb la seva família i es va convertir en arquitecte.

## Biografia
Sofia Iablonska va néixer el 15 de maig de 1907 a Germaniv (ara Taràsskiva), al Regne Habsburg de Galícia i Lodomeria, prop de Lemburg (actual Lviv). El seu pare era Ivan Yablonski, un sacerdot rus de l'esglèsia grecocatòlica ucraïnesa i metge, mentre que la seva mare també era d'una família de sacerdots.
Durant la Gran Retirada, la retirada de l'exèrcit imperial rus de Galitsia l'any 1915, Ivan va portar la família a Taganrog, al sud de Rússia. El 1921, els Yablonska van tornar a Galitisia, residint primer a Kozyova i després a Yalinkova. Les dificultats econòmiques van obligar a dividir la família a Yalinkova. Sofia i el seu germà, Yaroslav, van viure inicialment amb familiars a Yazlovets, prop de Buchach, però després es van traslladar a Ternopil. Allà, Sofia va assistir al gimnàs i li van ensenyar costura, comptabilitat i interpretació. El 1927, va emigrar a París, als 20 anys, per assistir a l'escola de cinema i convertir-se en actriu. Yablonska va trobar primer treball com a netejadora de finestres, però finalment va aconseguir un petit paper en una pel·lícula de Pathé. També va treballar com a model.

## Trajectòria com a periodista i viatges
Mentre vivia a París, Yablonska va fer amics en l'escena artística parisenca. Entre ells hi havia Stepan Levynsky, orientalista i compatriota migrant ucraïnès. Levynsky va convèncer Yablonska de convertir-se en reportera fotogràfica i de viatjar pel món. La seva carrera la portaria al Marroc, Xina, Sri Lanka, Laos, Cambodja, Java, Bali, Tahití, Austràlia, Estats Units i el Canadà. Durant la dècada de 1930, va publicar històries sobre els seus viatges a revistes de Galitisia com ara Women's Fate (ucraïnès: Жіноча доля) i New Home (ucraïnès: Нова хата). El treball i els viatges de Yablonska la van convertir en una de les primeres dones directores de documentals. Un tema recurrent de la seva obra van ser els efectes negatius del colonialisme europeu sobre la cultura local i les seves pròpies dificultats amb els europeus occidentals.
L'editorial ucraïnesa Pyramid va tornar a publicar els tres diaris de viatges de Yablonska el 2015.

### Marroc
A principis de 1929, Yablonska va viatjar al Marroc i va passar tres mesos al país. Més tard va utilitzar les seves experiències allà per escriure Char Marokko (ucraïnès: Чар Марокко), publicat per la Societat Científica Xevtxenko el 1932. El llibre és un recull de les trobades de Yablonska amb la cultura tradicional marroquina, estructurat com un diari i il·lustrat amb 12 fotografies. Va ser traduït al francès l'any 1973 per Marta Kalytovska. L'any 2020 se'n va publicar una edició alemanya.

### Xina
Yablonska va tornar a França des del Marroc el mateix any de la seva sortida. va trobar feina fent documentals amb la <i>Societe Indochine Films et Cinema</i> i va inspirar-se en Levynsky, i va decidir viatjar a la Xina. Allà, mentre rodava pel·lícula, va conèixer Jean Oudin, un ambaixador francès, amb qui es va casar el 1933. La parella va tenir tres fills a la Xina i la Indoxina francesa, i va residir als dos països fins a 1946. Yablonska va utilitzar un negoci fals com a façana per registrar el trànsit diari al carrer a la Xina i va introduir els transeünts xinesos a la cultura ucraïnesa. Yablonska va escriure Des de la terra de l'arròs i l'opi (Z kraïny ryzhu ta opiiu; З країни рижу та опію), publicat el 1936, a partir de les seves experiències a la Xina i el sud-est asiàtic. Va ser seguit el 1939 per Far Horizons (Daleki obriï; Далекі обрії).

## Retorn a França
Yablonska i la seva família van tornar a París el 1946. Es van traslladar el 1950 a l'illa de Noirmoutier, on ella va treballar com a arquitecta, i on Jean va morir el 1955. Yablonska va morir en un accident de cotxe el 4 de febrer de 1971 mentre anava a París amb el manuscrit del seu treball final, TDvi vahy—dvi miry (ucraïnès: Дві ваги — дві міри). Sofia i Jean van ser enterrats l'un al costat de l'altre a Vernouillet, Yvelines, però van ser re-enterrats a Noirmoutier el 1973.

## Llistat d'obres

### Llibres

#### Redacció de viatges
- Le charme du Maroc (Char Marokko; ucraïnès: Чар Марокко; The Charm of Morocco; Der Charme von Marokko. Travelogue) :
  - Ucraïna: Lviv: Shevchenko Scientific Society, Lviv, 1932OCLC 81406147;
  - França: París [sn] 1973 París Impr. PIUF (en francès) OCLC 461501331;
  - Ucraïna: Rodovid 2018 (en ucraïnès) ISBN 978-617-7482-27-6;
  - Alemanya: KUPIDO Literaturverlag 2020 (en alemany) ISBN 978-3966750103;
- Au pays du riz et de l'opium (Z kraïny ryzhu ta opiiu; З країни рижу та опію):
  - Ucraïna: Lviv: Biblioteka "Dila" (2 vols) 1936 (en ucraïnès) OCLC 234320099;
  - Fance: París: Nouv. ed. latines, cop. 1986 (en francès) ISBN 2-7233-0338-1 /ISBN 9782723303385;
  - Ucraïna: Rodovid 2018 (en ucraïnès) ISBN 978-617-7482-28-3;
- Deux poids – deux mesures: contes et essais (Dvi vahy — dvi miry; Дві ваги — дві міри) :
  - França: París 1972 (en ucraïnès) OCLC 8970309;
  - França: París 1972 (en francès) ;
- L’année ensorcelée : Nouvelleː
  - França: París [La Guérinière] [M. Kalytovska] 1972 París Impr. PIUF (en francès)
- Les horizons lointains (Daleki obriï: podoroz︠h︡ni narysy; Daleki gorryzonty) :
  - Ucraïna: Lviv: Biblioteka "Dila" (2 vols) : 1939OCLC 44819137;
  - França: París: Nouvelles éditions latines, 1977 (en francès) ISBN 2-7233-0003-X /ISBN 9782723300032;
  - Ucraïna: Kíev: Rodovid 2018 (en ucraïnès) ISBN 978-617-7482-29-0;
- Mon enfance en Ukraine: Souvenirs sur mon père (Kniga pro bat:':ka z mogo ditinstva) :
  - França: 1977,
  - França: París: Nouvelles éditions latines, 1981 (en francès) ISBN 2-7233-0114-1 /ISBN 9782723301145;
  - França: Edmonton Paris Slovo [1978] Paris Impr. PIUF (en ucraïnès) OCLC 461588983;

- Листи з Парижа. Листи з Китаю: Подорожні нариси, новели, оповідання, есеї, інтерв'ю (Lysty z Paryza. Lysty z Kytaju. Podorozni narysy, nowely, opowidannia, іnterwju)
  - Ucraïna: Piramida 2018 (en ucraïnès) ISBN 978-966-441-518-4.
- Чар Марока. З країни рижу та опію. Далекі обрії (volum 3 en 1) 
  - Ucraïna: Piramida 2015 (en ucraïnès) ISBN 978-966-441-381-4;

#### Fotografia
- Téoura: Sophie Jablonska (Introducció: Oksana Zabozhko) :
  - Ucraïna: Kíev: Rodovid 2018 (en ucraïnès; fotografies de Sofia Yablonska-Oudin) ISBN 978-966-7845-40-7.